# Lorenz Oken
Lorenz Oken (ur. 1 sierpnia 1779 – zm. 11 sierpnia 1851) – niemiecki lekarz, przyrodnik.